# Форбс, Джеймс
Джеймс Рикардо «Джим» Форбс (англ. James Ricardo "Jim" Forbes; 18 июля 1952 — 21 января 2022) — американский баскетболист. Учился в Университете Техаса в Эль-Пасо. В составе мужской национальной сборной по баскетболу участвовал в летних олимпийских играх 1972 года, где занял второе место.
Форбс родился в Форт-Ракере, Алабама. На драфте НБА 1974 года он был выбран в четвёртом раунде клубом «Чикаго Буллз», однако так никогда не сыграл ни одной игры на профессиональном уровне. Форбс работал ассистентом тренера «УТЭП Майнерс», а позже тренировал школьную баскетбольную команду в Эль-Пасо. Под его руководством «Риверсайд Рейнджерс» дошли до Финала Четырёх чемпионата Техаса уровня 4А в 1995 году, а «Андресс Иглз» до 1/8 финала чемпионата Техаса уровня 5А в 2009 году.
Умер на 70-м году жизни 21 января 2022 года от осложнений, связанных с коронавирусной инфекцией  в Эль-Пасо (Техас).